# Liste der denkmalgeschützten Objekte in Salzburg-Liefering
Die Liste der denkmalgeschützten Objekte in Salzburg-Liefering enthält die 16 denkmalgeschützten, unbeweglichen Objekte der Salzburger Katastralgemeinde Liefering.

## Denkmäler
| Foto |                 | Denkmal                                                                                                 | Standort                                                   | Beschreibung | Metadaten |
| ---- | --------------- | --- | ---------------------------------------------------------- | --- | --- |
| ja   | Datei hochladen | USFA-Wohnhaussiedlung HERIS-ID: 112999 Objekt-ID: 131224seit 2018                                       | General-Keyes-Straße 13, 15 Standort KG: Liefering II      | Die USFA-Wohnhaussiedlung wurde 1950/51 erbaut, ursprünglich um Offiziersfamilien der in Salzburg stationierten US-Luftwaffe unterzubringen. Sie kontrastiert mit ihrer großzügigen, autofreundlichen Anlage stark mit der lokalen Architekturtradition und stellte daher einen wichtigen Einschnitt dar. Auch war der Standard der Wohnungen hoch, was einem Import von Wohnkultur entsprach. Im Volksmund wurde die Siedlung „Klein-Amerika“ genannt. Anmerkung: Die Siedlung erstreckt sich über die Salzburger Katastralgemeinden Liefering II und Maxglan. | BDA-Hist.: Q64486204 Status: Bescheid Stand der BDA-Liste: 2025-06-30 Name: USFA Wohnhaussiedlung GstNr.: 2404/4 USFA Wohnhaussiedlung General-Keyes-Straße                              |
| ja   | Datei hochladen | USFA-Wohnhaussiedlung HERIS-ID: 113216 Objekt-ID: 131476seit 2018                                       | General-Keyes-Straße 17, 19 Standort KG: Liefering II      | siehe General-Keyes-Straße 13–15 Anmerkung: Die USFA-Wohnhaussiedlung erstreckt sich über die Salzburger Katastralgemeinden Liefering II und Maxglan. | BDA-Hist.: Q64486205 Status: Bescheid Stand der BDA-Liste: 2025-06-30 Name: USFA Wohnhaussiedlung GstNr.: 2404/5 USFA Wohnhaussiedlung General-Keyes-Straße                              |
| ja   | Datei hochladen | USFA-Wohnhaussiedlung HERIS-ID: 113217 Objekt-ID: 131477seit 2018                                       | General-Keyes-Straße 21, 23 Standort KG: Liefering II      | siehe General-Keyes-Straße 13–15 Anmerkung: Die USFA-Wohnhaussiedlung erstreckt sich über die Salzburger Katastralgemeinden Liefering II und Maxglan. | BDA-Hist.: Q64486207 Status: Bescheid Stand der BDA-Liste: 2025-06-30 Name: USFA Wohnhaussiedlung GstNr.: 2404/6 USFA Wohnhaussiedlung General-Keyes-Straße                              |
| ja   | Datei hochladen | USFA-Wohnhaussiedlung HERIS-ID: 113224 Objekt-ID: 131484seit 2018                                       | General-Keyes-Straße 22, 24 Standort KG: Liefering II      | siehe General-Keyes-Straße 13–15 Anmerkung: Die USFA-Wohnhaussiedlung erstreckt sich über die Salzburger Katastralgemeinden Liefering II und Maxglan. | BDA-Hist.: Q64486219 Status: Bescheid Stand der BDA-Liste: 2025-06-30 Name: USFA Wohnhaussiedlung GstNr.: 2404/26 USFA Wohnhaussiedlung General-Keyes-Straße                             |
| ja   | Datei hochladen | USFA-Wohnhaussiedlung HERIS-ID: 113223 Objekt-ID: 131483seit 2018                                       | General-Keyes-Straße 26 Standort KG: Liefering II          | siehe General-Keyes-Straße 13–15 Anmerkung: Die USFA-Wohnhaussiedlung erstreckt sich über die Salzburger Katastralgemeinden Liefering II und Maxglan. | BDA-Hist.: Q64486217 Status: Bescheid Stand der BDA-Liste: 2025-06-30 Name: USFA Wohnhaussiedlung GstNr.: 2404/24 USFA Wohnhaussiedlung General-Keyes-Straße                             |
| ja   | Datei hochladen | USFA-Wohnhaussiedlung HERIS-ID: 113222 Objekt-ID: 131482seit 2018                                       | General-Keyes-Straße 30, 32 Standort KG: Liefering II      | siehe General-Keyes-Straße 13–15 Anmerkung: Die USFA-Wohnhaussiedlung erstreckt sich über die Salzburger Katastralgemeinden Liefering II und Maxglan. | BDA-Hist.: Q64486214 Status: Bescheid Stand der BDA-Liste: 2025-06-30 Name: USFA Wohnhaussiedlung GstNr.: 2404/23 USFA Wohnhaussiedlung General-Keyes-Straße                             |
| ja   | Datei hochladen | USFA-Wohnhaussiedlung HERIS-ID: 113221 Objekt-ID: 131481seit 2018                                       | General-Keyes-Straße 32a, 34, 36 Standort KG: Liefering II | siehe General-Keyes-Straße 13–15 Anmerkung: Die USFA-Wohnhaussiedlung erstreckt sich über die Salzburger Katastralgemeinden Liefering II und Maxglan. | BDA-Hist.: Q64486213 Status: Bescheid Stand der BDA-Liste: 2025-06-30 Name: USFA Wohnhaussiedlung GstNr.: 2404/21 USFA Wohnhaussiedlung General-Keyes-Straße                             |
| ja   | Datei hochladen | USFA-Wohnhaussiedlung HERIS-ID: 113220 Objekt-ID: 131480seit 2018                                       | General-Keyes-Straße 38, 40, 40a Standort KG: Liefering II | siehe General-Keyes-Straße 13–15 Anmerkung: Die USFA-Wohnhaussiedlung erstreckt sich über die Salzburger Katastralgemeinden Liefering II und Maxglan. | BDA-Hist.: Q64486211 Status: Bescheid Stand der BDA-Liste: 2025-06-30 Name: USFA Wohnhaussiedlung GstNr.: 2404/20 USFA Wohnhaussiedlung General-Keyes-Straße                             |
| ja   | Datei hochladen | USFA-Wohnhaussiedlung HERIS-ID: 113219 Objekt-ID: 131479seit 2018                                       | General-Keyes-Straße 42, 44 Standort KG: Liefering II      | siehe General-Keyes-Straße 13–15 Anmerkung: Die USFA-Wohnhaussiedlung erstreckt sich über die Salzburger Katastralgemeinden Liefering II und Maxglan. | BDA-Hist.: Q64486210 Status: Bescheid Stand der BDA-Liste: 2025-06-30 Name: USFA Wohnhaussiedlung GstNr.: 2404/9 USFA Wohnhaussiedlung General-Keyes-Straße                              |
| ja   | Datei hochladen | USFA-Wohnhaussiedlung HERIS-ID: 113218 Objekt-ID: 131478seit 2018                                       | General-Keyes-Straße 46, 48 Standort KG: Liefering II      | siehe General-Keyes-Straße 13–15 Anmerkung: Die USFA-Wohnhaussiedlung erstreckt sich über die Salzburger Katastralgemeinden Liefering II und Maxglan. | BDA-Hist.: Q64486208 Status: Bescheid Stand der BDA-Liste: 2025-06-30 Name: USFA Wohnhaussiedlung GstNr.: 2404/8 USFA Wohnhaussiedlung General-Keyes-Straße                              |
| ja   | Datei hochladen | Pfarrhof, Baldehof (Lechner-, Grafengut) HERIS-ID: 40390 Objekt-ID: 40321                               | Lexengasse 1 Standort KG: Liefering II                     | Der Baldehof war zumindest 300 Jahre lang ein landwirtschaftliches Gut und hieß ursprünglich Lechner- oder Grafengut. 1889 wurde das Gut von der Kongregation der Barmherzigen Schwestern erworben. Seit 1993 ist der Baldehof als Pfarrhof der alten Pfarre Liefering, seit dem Jahr 2000 als überregionales Pfarrzentrum genutzt. | BDA-Hist.: Q37994499 Status: Bescheid Stand der BDA-Liste: 2025-06-30 Name: Pfarrhof, Baldehof (Lechner-, Grafengut) GstNr.: 1529/1 Baldehof (Salzburg)                                  |
| ja   | Datei hochladen | Bauernhaus, Fischerhaus Könighäusl HERIS-ID: 45401 Objekt-ID: 46729                                     | Lieferinger Hauptstraße 46 Standort KG: Liefering II       | Das Fischerhäusl erinnert daran, dass Liefering eine alte Fischereitradition besitzt. 1658 erhielten die Lieferinger Fischer ihre „Neue Fischerordnung“ und waren damit „Hoffischer“, sie schlossen sich zu einer Fischerinnung und 1672 auch einer Bruderschaft zusammen. 1816 erfolgte die Säkularisation des Erzstiftes und die Fischer verloren ihr gesichertes Dienstverhältnis zum Erzstift Salzburg. Der letzte Zechmeister und einziger verbliebener Lieferinger Berufsfischer war Peter Pfenninger, der 1877 durch seine immerwährende Schenkung den Grundstein für den Erhalt und Neubeginn der Lieferinger Fischerei und der Fischerinnung legte. | BDA-Hist.: Q38015575 Status: Bescheid Stand der BDA-Liste: 2025-06-30 Name: Bauernhaus, Fischerhaus Könighäusl GstNr.: 1619/4 Fischerhaus Könighäusl (Salzburg)                          |
| ja   | Datei hochladen | Schloßbauerngut mit Annenkapelle HERIS-ID: 36748 Objekt-ID: 35729                                       | Lieferinger Hauptstraße 86 Standort KG: Liefering II       | Dieser freistehende Sitz mit seinem hohen Dach ist zuerst 1463 erwähnt. Neu errichtet wurde das Gebäude unter Leonhard Ehrgott in den Jahren nach 1600. Auch die nebenstehende Kapelle zur heiligen Anna (richtiger Kapelle Maria Himmelfahrt) wurde 1606 errichtet. Der Rokokostuck des Gewölbes und der Altar stammen aus der Zeit nach 1750. Der Ansitz wurde und wird in seinem auffälligen und stattlichen Erscheinungsbild immer wieder als Schloss bezeichnet. | BDA-Hist.: Q1499727 Status: Bescheid Stand der BDA-Liste: 2025-06-30 Name: Schloßbauerngut mit Annenkapelle GstNr.: 1581/5 Schlossbauerngut                                              |
| ja   | Datei hochladen | Kath. Pfarrkirche Liefering, hll. Petrus und Paulus und alter Friedhof HERIS-ID: 52917 Objekt-ID: 60682 | Lieferinger Hauptstraße 87 Standort KG: Liefering II       | Die alte Lieferinger Pfarrkirche ist den Heiligen Petrus und Paulus geweiht und steht erhöht im historischen Ortszentrum von Liefering. Ihr barocker Kirchturm ist weithin zu sehen. Die ältesten Baureste reichen hier bis ins frühe 8. Jahrhundert zurück. Auch Reste eines romanischen Saalbaues wurden unter dem Fußboden der Kirche ausgegraben. Urkundlich besteht die Kirche seit 790. Lange war sie eine Filialkirche von Siezenheim. Der heutige gotische Bau mit seinem hohen, von einem Netzrippengewölbe bekrönten Kirchenschiff wurde 1516 geweiht. Bemerkenswert sind die 8 Altarbilder vom spätgotischen Hochaltar (um 1465, vom „Meister von Liefering“ geschaffen). Die spätbarocken Altäre wurden 1791 gefertigt. Seit 1940 ist das Gotteshaus eine eigene Pfarrkirche. | BDA-Hist.: Q38055103 Status: § 2a Stand der BDA-Liste: 2025-06-30 Name: Kath. Pfarrkirche Liefering, hll. Petrus und Paulus und alter Friedhof GstNr.: 1810 Alte Lieferinger Pfarrkirche |
| ja   | Datei hochladen | Provinzialat der Herz Jesu Missionare, Gesamtanlage HERIS-ID: 52923 Objekt-ID: 60688                    | Schönleitenstraße 1 Standort KG: Liefering II              | Ursprünglich befand sich hier das Gut Schönleiten, das 1655 von den Salzburger Domherren Johann Dietrich und Karl Ferdinand Grafen von Muggental errichtet wurde. Nach mehreren Zwischenstationen wurde das Gut 1805 an Kajetan und Magdalena Heilmayer, Mühlenbesitzer in Mülln verkauft. 1877 wurde das Gut von der „Genossenschaft der Missionare vom Allerheiligsten Herzen Jesu“ als erstes Haus dieses Missionsordens angekauft. Am 20. Mai 1888 wurden eine Schule und ein Internat als Nachwuchsinstitution des Ordens eröffnet. 1938 schlossen die Nationalsozialisten die Schule, ab 1945 wurde das Gymnasium aber wieder eröffnet, das 1956 das Öffentlichkeitsrecht erhielt. | BDA-Hist.: Q1665559 Status: § 2a Stand der BDA-Liste: 2025-06-30 Name: Provinzialat der Herz Jesu Missionare, Gesamtanlage GstNr.: 1433/1 Schloss Schönleiten                            |
| ja   | Datei hochladen | Kath. Pfarrzentrum hl. Martin, Liefering HERIS-ID: 52962 Objekt-ID: 60729                               | Triebenbachstraße 26 Standort KG: Liefering II             | Die Pfarrkirche Sankt Martin in Liefering-Lehenau wurde geschaffen, um dem hohen Bevölkerungszuzug nach dem Zweiten Weltkrieg Rechnung zu tragen. Die Planungen gehen auf den Erzbischof Eduard Macheiner zurück, der am 29. November 1969 die Urkunde zur Gründung einer neuen Pfarre unterschrieben hat. Am 13. Mai 1979 wurde mit dem Bau begonnen. Kirche und Gemeindezentrum sind moderne sakrale Bauten, die von den Linzer Architekten Rüdiger Stelzer und Walter Hutter entworfen wurden. 1980 wurde die Kirche von Erzbischof Karl Berg eingeweiht. Die geometrische Form des Kreises beherrscht den Kirchenbau: Der Sakralraum ist als Halbkreis gestaltet, in welchen zwei Decken in dynamischer Rundung vorschwingen. Auch der Kirchturm besitzt offene Rundmauern. Bemerkenswert ist die Taufkapelle mit ihrem tiefliegenden, ebenfalls runden Taufstein. Die drei Glocken wurden in Innsbruck gegossen und am 5. Oktober 1980 eingeweiht. Die Orgel wurde durch die Firma Fritz Mertel aus Salzburg erbaut und am 7. November 1999 eingeweiht. | BDA-Hist.: Q38055282 Status: § 2a Stand der BDA-Liste: 2025-06-30 Name: Kath. Pfarrzentrum hl. Martin, Liefering GstNr.: 2157/9 Pfarrzentrum hl. Martin (Salzburg)                       |